# Zen (микроархитектура)

Zen

Zen — кодовое название микроархитектуры вычислительных ядер процессоров компании AMD, выполненных по технической норме 14 нанометров.. 
На основе этой микроархитектуры вышли процессоры AMD под торговыми марками Ryzen и EPYC, выпуск первых процессоров этой архитектуры состоялся 2 марта 2017 года. 
Разработка велась практически «с нуля». Так, кластерная многопоточность сменилась одновременной (simultaneous multithreading). AMD обещает прирост количества выполняемых за такт инструкций на 40 % по сравнению с предшествующей микроархитектурой Excavator.
Чипы на этой микроархитектуре делятся на три группы: 
две группы торговой марки Ryzen — Summit Ridge (настольные процессоры без графических ядер) и 
Raven Ridge (настольные и мобильные процессоры со встроенными графическими ядрами) 
и одну группу торговой марки EPYC — Naples (серверные процессоры).

## Описание архитектуры
По словам AMD, основное внимание уделялось увеличению количества операций за такт (IPC, Instructions Per Clock). Переход от микроархитектуры модулей, используемой в Bulldozer, к полноценным ядрам, как ожидалось, поможет увеличить производительность на ядро в операциях с плавающей точкой за счёт большего количества блоков FPU.
Особенности микроархитектуры:
- два потока на ядро (опционально)[9];
- снижение числа ошибок прогнозирования;
- добавлен кэш декодированных микроопераций[9];
- увеличен размер кэша L1[10]
- увеличение пропускной способности к кэш-памяти[11];
- оптимизация задержек доступа к кэш-памяти;[источник не указан 2038 дней][12]
- по 8 МБ общей кэш-памяти третьего уровня  типа "victim" на каждый комплекс из 4 ядер[13];
- по 512 КБ индивидуальной в 2 раза более быстрой кэш-памяти второго уровня на каждое ядро (включает кэш первого уровня)[9];
- по 64 КБ на инструкции и 32 КБ на данные в индивидуальной в два раза более быстрой кэш-памяти первого уровня на каждое ядро (кэш второго уровня инклюзивен по отношению к кэшу первого уровня);
- два блока аппаратного ускорения стандарта шифрования AES.

## Универсальная архитектура Zen
Все процессоры архитектуры Zen (Ryzen, Threadripper, EPYC) основываются на избыточных кристаллах Zeppelin коммутируемых с помощью шины Infinity Fabric (работающей на реальной частоте ОЗУ).
Основой кристалла Zeppelin являются 2 блока Сore Complex (CCX) и общий кэш 3-го уровня (L3).
В каждом CCX  расположены 4 ядра Zen с общим для всех ядер кэшем третьего уровня, объёмом 8 МБ на комплекс. Кэш третьего уровня по большей части эксклюзивный, в то время как данные кэша первого уровня обязательно присутствуют в кэше второго уровня. Каждое ядро в комплексе может обратиться к ячейкам кэша любого уровня примерно с одной и той же скоростью, однако в рамках CCX имеется некоторое замедление при обращении к дальней 4МБ половине L3 кэша, а доступ к 8 МБ L3 памяти в соседний CCX проходит с в 2 раза более низкой скоростью.
Кристалл с ядрами Zen изготовлен с применением FinFET 14нм технологии (14LPP) фабрики GlobalFoundries.
Все настольные процессоры AMD Ryzen 3, Ryzen 5 и Ryzen 7 используют процессорный разъем AMD AM4, Ryzen Threadripper - процессорный разъем AMD TR4, мобильные процессоры Ryzen - процессорный разъем AMD FP4, серверные EPYC - процессорный разъем SP3r2.

## Сравнение
Инженерный образец AMD Zen в сравнении с процессором Intel Broadwell-E Core i7-6900K закончил рендеринг в программе для 3D-моделирования Blender на 2 % быстрее при частоте 3,4 ГГц против 3,7 ГГц у Сore i7-6900K.

## Список процессоров
На микроархитектуре Zen основаны процессоры трёх групп: Summit Ridge (настольные процессоры без графических ядер), Raven Ridge (мобильные и настольные процессоры со встроенными графическими ядрами) и Naples (серверные процессоры без графических ядер). Множитель частоты всех моделей процессоров разблокирован, потому все они поддаются разгону.
| Серия              | Модель | Ядра | Потоки | Штатная частота ЦП | Увеличенная частота ЦП | Кэш 1 уровня | Кэш 2 уровня   | Кэш 3 уровня | Процессорный разъем | Оперативная память         | PCI-линии | Базовое тепловыделение | Переменное тепловыделение | Дата выхода     |
| ------------------ | ------ | ---- | ------ | ------------------ | ---------------------- | ------------ | -------------- | ------------ | ------------------- | -------------------------- | --------- | ---------------------- | ------------------------- | --------------- |
| Ryzen 3            | 1200   | 4    | 4      | 3,1 ГГц            | 3,4 ГГц                | 384 Кб       | 512 Кб на ядро | 8 Мб         | AMD AM4 (PGA)       | Двухканальная DDR4-2666    | 24        | 65 Вт                  | 45-65 Вт                  | 27 июня 2017    |
| Ryzen 3            | 1300X  | 4    | 4      | 3,5 ГГц            | 3,7 ГГц                | 384 Кб       | 512 Кб на ядро | 8 Мб         | AMD AM4 (PGA)       | Двухканальная DDR4-2666    | 24        | 65 Вт                  |                           | 27 июня 2017    |
| Ryzen 5            | 1400   | 4    | 8      | 3,2 ГГц            | 3,4 ГГц                | 384 Кб       | 512 Кб на ядро | 8 Мб         | AMD AM4 (PGA)       | Двухканальная DDR4-2666    | 24        | 65 Вт                  |                           | 11 апреля 2017  |
| Ryzen 5            | 1500X  | 4    | 8      | 3,5 ГГц            | 3,7 ГГц                | 384 Кб       | 512 Кб на ядро | 16 Мб        | AMD AM4 (PGA)       | Двухканальная DDR4-2666    | 24        | 65 Вт                  |                           | 11 апреля 2017  |
| Ryzen 5            | 1600   | 6    | 12     | 3,2 ГГц            | 3,6 ГГц                | 576 Кб       | 512 Кб на ядро | 16 Мб        | AMD AM4 (PGA)       | Двухканальная DDR4-2666    | 24        | 65 Вт                  |                           | 11 апреля 2017  |
| Ryzen 5            | 1600X  | 6    | 12     | 3,6 ГГц            | 4,0 ГГц                | 576 Кб       | 512 Кб на ядро | 16 Мб        | AMD AM4 (PGA)       | Двухканальная DDR4-2666    | 24        | 95 Вт                  |                           | 11 апреля 2017  |
| Ryzen 7            | 1700   | 8    | 16     | 3,0 ГГц            | 3,7 ГГц                | 768 Кб       | 512 Кб на ядро | 16 Мб        | AMD AM4 (PGA)       | Двухканальная DDR4-2666    | 24        | 65 Вт                  |                           | 2 марта 2017    |
| Ryzen 7            | 1700X  | 8    | 16     | 3,4 ГГц            | 3,8 ГГц                | 768 Кб       | 512 Кб на ядро | 16 Мб        | AMD AM4 (PGA)       | Двухканальная DDR4-2666    | 24        | 95 Вт                  |                           | 2 марта 2017    |
| Ryzen 7            | 1800X  | 8    | 16     | 3,6 ГГц            | 4,0 ГГц                | 768 Кб       | 512 Кб на ядро | 16 Мб        | AMD AM4 (PGA)       | Двухканальная DDR4-2666    | 24        | 95 Вт                  |                           | 2 марта 2017    |
| Ryzen Threadripper | 1900X  | 8    | 16     | 3,8 ГГц            | 4,2 ГГц                | 768 Кб       | 512 Кб на ядро | 16 Мб        | AMD TR4 (LGA)       | Четырёхканальная DDR4-2666 | 64        | 180 Вт                 |                           | 10 августа 2017 |
| Ryzen Threadripper | 1920X  | 12   | 24     | 3,5 ГГц            | 4,1 ГГц                | 1,125 Мб     | 512 Кб на ядро | 32 Мб        | AMD TR4 (LGA)       | Четырёхканальная DDR4-2666 | 64        | 180 Вт                 |                           | 10 августа 2017 |
| Ryzen Threadripper | 1950X  | 16   | 32     | 3,4 ГГц            | 3,9 ГГц                | 1,5 Мб       | 512 Кб на ядро | 32 Мб        | AMD TR4 (LGA)       | Четырёхканальная DDR4-2666 | 64        | 180 Вт                 |                           | 31 августа 2017 |

| Серия   | Модель | Ядра | Потоки | Штатная частота ЦП | Увеличенная частота ЦП | Кэш 1 уровня           | Кэш 2 уровня          | Кэш 3 уровня                 | Графика | Частота графики | Процессорный разъем | Базовое тепловыделение | Переменное тепловыделение | Дата выхода     |
| ------- | ------ | ---- | ------ | ------------------ | ---------------------- | ---------------------- | --------------------- | ---------------------------- | ------- | --------------- | ------------------- | ---------------------- | ------------------------- | --------------- |
| Ryzen 7 | 2700U  | 4    | 8      | 2,2 ГГц            | 3,8 ГГц                | 384 Кб (96 Кб на ядро) | 2 Мб (512 Кб на ядро) | 4 Мб (4 Мб на комплекс ядер) | Vega 10 | 1,3 ГГц         | AMD FP5 (BGA)       | 15 Вт                  | 12-15 Вт                  | 26 октября 2018 |
| Ryzen 5 | 2500U  | 4    | 8      | 2,0 ГГц            | 3,4 ГГц                | 384 Кб (96 Кб на ядро) | 2 Мб (512 Кб на ядро) | 4 Мб (4 Мб на комплекс ядер) | Vega 8  | 1,1 ГГц         | AMD FP5 (BGA)       | 15 Вт                  | 12-15 Вт                  | 26 октября 2018 |
| Ryzen 3 | 2300U  | 4    | 4      | 2,0 ГГц            | 3,4 ГГц                | 384 Кб (96 Кб на ядро) | 2 Мб (512 Кб на ядро) | 4 Мб (4 Мб на комплекс ядер) | Vega 6  | 1,1 ГГц         | AMD FP5 (BGA)       | 15 Вт                  | 12-15 Вт                  | 8 января 2018   |
| Ryzen 3 | 2200U  | 2    | 4      | 2,5 ГГц            | 3,4 ГГц                | 192 Кб (96 Кб на ядро) | 1 Мб (512 Кб на ядро) | 4 Мб (4 Мб на комплекс ядер) | Vega 3  | 1,0 ГГц         | AMD FP5 (BGA)       | 15 Вт                  | 12-15 Вт                  | 8 января 2018   |

| Серия   | Модель    | Ядра | Потоки | Штатная частота ЦП | Увеличенная частота ЦП | Кэш 1 уровня | Кэш 2 уровня | Кэш 3 уровня | Графика | Частота графики | Процессорный разъем | Базовое тепловыделение | Переменное тепловыделение | Дата выхода     |
| ------- | --------- | ---- | ------ | ------------------ | ---------------------- | ------------ | ------------ | ------------ | ------- | --------------- | ------------------- | ---------------------- | ------------------------- | --------------- |
| Ryzen 5 | 2400G     | 4    | 8      | 3,6 ГГц            | 3,9 ГГц                |              | 2 Мб         | 4 Мб         | Vega 11 | 1,25ГГц         | AMD AM4 (PGA)       | 65 Вт                  | 45-65 Вт                  | 12 февраля 2018 |
| Ryzen 3 | 2200G     | 4    | 4      | 3,5 ГГц            | 3,7 ГГц                |              | 2 Мб         | 4 Мб         | Vega 8  | 1,1 ГГц         | AMD AM4 (PGA)       | 65 Вт                  | 45-65 Вт                  |                 |
| Athlon  | 3050G     | 2    | 4      | 3,4 ГГц            |                        |              |              | 4 Мб         | Vega 3  | 1,1 ГГц         | AMD AM4 (PGA)       | 65 Вт                  | 45-65 Вт                  |                 |
| Athlon  | 3000G     | 2    | 4      | 3,5 ГГц            |                        |              |              | 4 Мб         | Vega 3  | 1,1 ГГц         | AMD AM4 (PGA)       | 65 Вт                  | 45-65 Вт                  |                 |
| Athlon  | 240GE     | 2    | 4      | 3,5 ГГц            |                        |              | 1Мб          | 4 Мб         | Vega 3  | 1,0 ГГц         | AMD AM4 (PGA)       | 35Вт                   |                           |                 |
| Athlon  | 220GE     | 2    | 4      | 3,4 ГГц            |                        |              | 1Мб          | 4 Мб         | Vega 3  | 1,0 ГГц         | AMD AM4 (PGA)       | 35Вт                   |                           |                 |
| Athlon  | 200GE PRO | 2    | 4      | 3,2 ГГц            |                        |              | 1Мб          | 4 Мб         | Vega 3  | 1,0 ГГц         | AMD AM4 (PGA)       | 35Вт                   |                           |                 |
| Athlon  | 200GE     | 2    | 4      | 3,2 ГГц            |                        |              | 1Мб          | 4 Мб         | Vega 3  | 1,0 ГГц         | AMD AM4 (PGA)       | 35Вт                   |                           |                 |

Серверные процессоры на базе Zen имеют кодовое название Naples и были представлены в июне 2017 года как Epyc 7000, с количеством ядер от 8 до 32. Большинство из них поддерживает двухпроцессорные системы, остальные (7xxxP) могут использоваться только в однопроцессорных серверах. Используют LGA-сокет Socket SP3r2.